# مايك ماهوني (لاعب كرة قاعدة أمريكي)
مايك ماهوني (بالإنجليزية: Mike Mahoney)‏ هو لاعب كرة قاعدة أمريكي، ولد في 5 ديسمبر 1972 في دي موين في الولايات المتحدة.

## وصلات خارجية
- مايك ماهوني (لاعب كرة قاعدة أمريكي) على موقعبيزبول رفرنس.كوم (الدوري الرئيسي) (الإنجليزية)
- مايك ماهوني (لاعب كرة قاعدة أمريكي) على موقع مشجعي الرسوم البيانية (الإنجليزية)